# Nguyễn Văn Hùng (vận động viên)
Nguyễn Văn Hùng (sinh ngày 5 tháng 5 năm 1980) là một cựu võ sĩ Taekwondo và hiện là vận động viên bóng rổ Việt Nam, quê Thanh Sơn, Nghi Sơn, Thanh Hóa. Anh từng 5 lần liên tiếp giành chức vô địch SEA Games, Huy chương bạc ASIAD Busan 2002. Vì những thành tích của mình anh đã được nhà nước Việt Nam trao tặng Huân chương Lao động hạng Nhất năm 2006.

## Ngoại hình
Cao 195 cm.

## Thi đấu Taekwondo
- 5 lần liên tiếp vô địch SEA Games (SEA Games các năm 1999, 2001, 2003, 2005, 2007).[2][3]
- Huy chương bạc ASIAD Busan 2002.[2]
- Huy chương đồng ASIAD 1998 và nhiều danh hiệu quốc tế khác.[2]

Anh có hai lần đại diện Việt Nam tham dự Thế vận hội tại Athens 2004 và Bắc Kinh 2008 môn Taekwondo, tuy nhiên không giành được huy chương.

## Thi đấu bóng rổ
Sau khi giải nghệ thi đấu Taekwondo, anh có một thời gian làm huấn luyện viên Taekwondo. Năm 2015, anh tái xuất ở môn bóng rổ và chơi cho đội bóng rổ Saigon Heat. Đến năm 2017, anh chuyển sang chơi cho đội bóng rổ Thăng Long Warriors thi đấu tại Giải bóng rổ chuyên nghiệp Việt Nam 2017.
Anh là một thành viên của Đội tuyển bóng rổ quốc gia Việt Nam thi đấu môn bóng rổ tại SEA Games 2017 tổ chức ở Malaysia. Kết thúc vòng đấu bảng, đội bóng rổ Việt Nam xếp thứ 3 tại Bảng B, sau các đội Indonesia và Singapore. Tại trận tranh vị trí thứ 5, đội bóng rổ Việt Nam thua Malaysia và kết thúc giải đấu ở vị trí thứ 6.